# Манле
Манле́ (фр. Manlay) — коммуна во Франции, находится в регионе Бургундия. Департамент коммуны — Кот-д’Ор. Входит в состав кантона Льерне. Округ коммуны — Бон.
Код INSEE коммуны — 21375.

## Население
Население коммуны на 2010 год составляло 211 человек.
| 1962 | 1968 | 1975 | 1982 | 1990 | 1999 | 2010 |
| ---- | ---- | ---- | ---- | ---- | ---- | ---- |
| 355  | 319  | 286  | 237  | 221  | 223  | 211  |

## Экономика
В 2010 году среди 118 человек трудоспособного возраста (15—64 лет) 83 были экономически активными, 35 — неактивными (показатель активности — 70,3 %, в 1999 году было 61,0 %). Из 83 активных жителей работали 79 человек (46 мужчин и 33 женщины), безработных было 4 (3 мужчины и 1 женщина). Среди 35 неактивных 10 человек были учениками или студентами, 14 — пенсионерами, 11 были неактивными по другим причинам.